# باشگاه فوتبال فرانسیسکین
باشگاه فوتبال فرانسیسکین یک باشگاه فوتبال در لی فرانکویس، مارتینیک است که در لیگ ملی مارتینیک بازی می‌کند.

## افتخارات
- لیگ ملی مارتینیک: ۱۹ قهرمانی
- جام حذفی مارتینیک: ۱۶ قهرمانی
- جام شورای عمومی: ۱۳ قهرمانی
- جام دی‌‌اوام: ۶ قهرمانی
- جام دی‌اوام-تی‌اوام: ۱ قهرمانی
- جام قهرمانان خارج از کشور: ۱ قهرمانی
- لیگ آنتیل: ۱ قهرمانی
- مسابقات باشگاهی کارائیب: ۱ قهرمانی

## در رقابت‌های قاره‌ای
فرانسیسکین دو بار در جام باشگاه‌های کارائیب شرکت کرده است که هر دو بار در مرحله اول حذف شد. این تیم ۵ بار در جام قهرمانان کونکاکاف نیز حضور داشته اما هرگز نتوانسته از مرحله مقدماتی منطقه‌ای خود صعود کند. فرانسیسکین همچنین در سال ۲۰۱۸ قهرمان جام شیلد باشگاه‌های کارائیب شده است.
فرانسیسکن برای چند سال (به تازگی در سال ۲۱–۲۰۲۰) در جام حذفی فرانسه نیز شرکت کرده است.